# Fissiscapus attercop
Fissiscapus attercop là một loài nhện trong họ Linyphiidae. Loài này được phát hiện ở Ecuador.